# Жумагалиев, Бисен Жумагалиевич
Бисен Жумагалиевич Жумагалиев — советский хозяйственный, государственный и политический деятель.

## Биография
Родился в 1922 году в селе Сайкудук. Член КПСС.
Участник Великой Отечественной войны, снайпер, заместитель политрука роты в 13-стрелковой дивизии. С 1946 года — на хозяйственной, общественной и политической работе. В 1946—2010 гг. — инструктор отдела пропаганды и агитации Западно-Казахстанского обкома КП(б) Казахстана, заместитель редактора, главный редактор областной газеты «Екпинды курылыс» в городе Уральске, первый секретарь Фурмановского района КП Казахстана, секретарь Уральского обкома КП Казахстана, секретарь Кокчетавского обкома КП Казахстана, на писательской и журналистской работе в Уральске, советник акима Западно-Казахстанской области.
Почётный гражданин Уральска.
Умер в Уральске в 2015 году.